# Frank Heppner
Frank Heppner (* 22. August 1960) ist ein deutscher Koch und Kochbuchautor. Er steht im Verdacht, Mitglied der mutmaßlich rechtsterroristischen Verschwörungsvereinigung Patriotische Union zu sein.

## Leben und Karriere
Den Beruf des Kochs lernte Heppner im Münchner Ratskeller. Danach war er in mehreren europäischen Ländern tätig. Nach der Meisterprüfung arbeitete er ein Jahr für Eckart Witzigmann, anschließend im Hilton International Hotel in Seoul, Südkorea, und in den Peninsula Hotels in Hongkong und auf den Philippinen. Nach seiner Rückkehr nach Deutschland wurde er Küchenchef im Hotel Rafael und danach im Lenbach. 2009 betrieb er in München das Restaurant Momo. 2013 übernahm Heppner die Leitung des euro-asiatischen Restaurants Sra Bua im Kempinski-Hotel Das Tirol in Jochberg bei Kitzbühel.
Heppner trat in Kochsendungen unter anderem der Sender Das Erste (ARD-Frühstücksbuffet), ProSieben und QVC auf sowie als Autor von Kochbüchern und Kochrezepten. Er ist Geschäftsführer der Heppner Catering GmbH in Gmund am Tegernsee. Er war 2. Weltmeister der Chaîne des Rôtisseurs.
Im Juni 2024 öffnete er mit Dieter Maiwert das Restaurant Au Lac 51 in Rottach-Egern.
Heppner war mit dem Model Flor Eden Pastrana (Miss International Philippines 1983) verheiratet. Aus der Ehe stammen eine Tochter, die Partnerin des Fußballspielers David Alaba, Shalimar (* 1994), und ein vier Jahre älterer Sohn. Die Ehe ging Ende der 1990er Jahre auseinander.

## Mutmaßliche Mitgliedschaft in der Patriotischen Union
Bei einer Razzia am 7. Dezember 2022 wurde Heppner als mutmaßliches Mitglied der rechtsextremen Vereinigung Patriotische Union in Kitzbühel in Österreich verhaftet.
Ein Verfahren zur Auslieferung nach Deutschland wurde eingeleitet. Er sollte gemäß dem Umsturzplan der Patriotischen Union für den „Nachschub des militärischen Arms der Reichsbürger“ sorgen und die Kantinen des „neuen deutschen Reichs“ übernehmen; dazu steht er konkret im Verdacht, Küchenutensilien, Lebensmittel, Notstromaggregate sowie ein Wohnmobil für die Vereinigung beschafft zu haben. Heppner wird vorgeworfen, zu einem achtköpfigen Führungsstab des militärischen Arms der Patriotischen Union zu gehören.

## Veröffentlichungen (Auswahl)
- Lean Cuisine. Südwest, München 2002, ISBN 978-3-51706-596-0 (eingeschränkte Vorschau in der Google-Buchsuche).
- Heppners Korean Cooking. BuchVerlag für die Frau, Leipzig 2002, ISBN 978-3-89798-071-6 (eingeschränkte Vorschau in der Google-Buchsuche).
- Asiatische Gourmetküche. Südwest, München 2008, ISBN 978-3-51708-414-5 (eingeschränkte Vorschau in der Google-Buchsuche).
- mit Wolf Funfack: Metabolic Balance Gourmetküche. Südwest, München 2008, ISBN 978-3-51708-450-3 (eingeschränkte Vorschau in der Google-Buchsuche).